# 259-й батальон канадских стрелков
259-й батальон канадских стрелков Канадского Сибирского экспедиционного корпуса (англ. 259th Battalion, Canadian Rifles, CEF (Siberia)) — пехотный батальон, участвовавший в канадской интервенции в Россию. Существовал в 1918—1920 годах.

## История
259-й батальон был создан 1 ноября 1918 года. Был сформирован в Виктории, провинция Британская Колумбия. Состоял из призывников, набранных в Лондоне и Кингстоне (провинция Онтарио), а также в Монреале и Квебеке (провинция Квебек). Командиром батальона был назначен подполковник А. Е. Свифт (англ. A.E. Swift)
22 и 26 декабря 1918 года батальон был отправлен из Виктории во Владивосток двумя частями. Первая часть высадилась во Владивостоке 12, вторая — 15 января 1919 года. До 19 мая 1919 года был частью 16-й пехотной бригады. .. За участие в Сибирской экспедиции удостоен почётной пряжки «SIBERIA 1918-19».
В конце 1919 года батальон вернулся в Канаду, расформирован 6 ноября 1920 года..
25 июня 1998 года продолжателем традиций 259-го батальона объявлен 12-й канадский танковый полк.